# Okayama (stacja kolejowa)
Okayama (jap. 岡山駅 Okayama-eki) – stacja kolejowa w Okayamie, w prefekturze Okayama, w Japonii. Znajduje się tu 7 peronów.